# Brodské (przystanek kolejowy)
Brodské – przystanek kolejowy w miejscowości Brodské, w kraju trnawskim, na Słowacji. Znajduje się na linii 250 Havlíčkův Brod – Kúty. Znajduje się pomiędzy słowacką miejscowością Kúty i czeską miejscowością Lanžhot. Pociągi pospieszne przejeżdżają przez przystanek, a pociągi osobowe z Kútov do Břeclav w Czechach zatrzymują się bezpośrednio na stacji. Aby pociągi mógły łączyć się z Czechami, zbudowano most na rzece Morawa.
Stacja została zbudowana w Brodskim w 1900, w 1925 otrzymała nowszy budynek, a w 1931 została przebudowana. Stacja znajduje się na 71,717 km i posiada własną poczekalnię dla pasażerów, ale nie oferuje sprzedaży biletów.
Niedaleko dworca znajduje się urząd gminy, a w pobliżu przystanku kursuje autobus do miejscowości Kúty, a także do miejscowości Holíč, Skalica oraz autobus do miejscowości Šaštín-Stráže i Senica.

## Linie kolejowe[1]
- Linia 250 Havlíčkův Brod – Kúty